# 徳川鴻子
徳川 鴻子（とくがわ こうこ、1857年6月26日（安政4年閏5月5日） - 1908年（明治41年）8月19日）は、江戸時代末期から明治時代の女性。尾張徳川家第18代当主・徳川義礼の最初の夫人。父は徳川慶勝。別名は登代姫、豊姫（とよひめ）。院号は真相院。

## 生涯
尾張藩主・徳川慶恕（のちに慶勝と改名）の四女として生まれる。母は側室のお玉の方（武藤氏）。尾張徳川家18代当主・徳川義礼の妻となるが、後に離縁する。離縁後は妹の良子が義礼の後妻となった。
1908年（明治41年）、死去。